# Meredith Stern
Pour les articles homonymes, voir Stern.
Meredith Stern (pseudonymes Merry Death ou Merry Def) est une artiste, musicienne et DJ américaine. Elle est née le 31 août 1976 à Quakertown (Pennsylvanie).  

## Style artistique et travaux
Diplômée de l'Université de Tulane où elle a obtenu un Bachelor of Fine Arts en céramique en 1998, Meredith Stern est une artiste et conservatrice féministe qui utilise la linogravure et les collages comme principal moyen d'expression. Son travail utilise une « interruption féministe intersectionnelle » qu'elle décrit comme un moyen « de créer un chemin vers l'égalité des sexes qui opère au-delà des binaires, qui aborde spécifiquement les intersections de la domination et de la discrimination entre les diverses formes d'oppression. Ce cadre dépend de notre travail collectif et actif pour changer notre façon de penser, nos institutions, notre société et notre culture ». Ses influences artistiques incluent Elizabeth Catlett, Yayoi Kusama et Wangechi Mutu, ainsi que les mouvements artistiques de l'expressionnisme allemand, du constructivisme russe et de Dada. Elle utilise souvent des chats comme personnages dans ses estampes afin que le spectateur puisse «se laisser transporter dans les activités présentées de manière fantastique et ludique». 
En 1999, à La Nouvelle-Orléans, avec les artistes Brice White et Icky Apparatus, elle convertit un entrepôt en espace de bricolage. Nowe Miasto a depuis accueilli des centaines de groupes et d'ateliers. Elle écrit plusieurs fanzines, dont Mine: An Anthology of Women's Choices et Mine: An Anthology of Reproductive Choices et publie plusieurs numéros d'un fanzine personnel appelé Crude Noise. 
En 2003, Stern déménage à Providence, dans le Rhode Island. Pendant plusieurs années, elle est directrice de programme pour AS220, un centre d'arts communautaire à but non-lucratif. En 2006, elle organise avec Pippi Zornoza le salon de gravure Pocket Change à AS220 avec 15 graveurs contemporains : Jo Dery, Mike Taylor, Neil Burke, Xander Marro, Kenn Speiser, Pippi Zornoza, Jenny Nichols, Cybele Collins, Meredith Stern, Alec Thibodeau, Kasey Henneman, Shawn Gilheeney, Brian Chippendale et Katie Truskoski. Elle collabore avec Erik Ruin sur Rude Awakenings, un show artistique pour deux personnes à la Art of This Gallery de Minneapolis. Meredith Stern a également dirigé le chapitre « Subversive Multiples: A Conversation between Contemporary Printmakers » sur les graveurs radicaux dans le livre de Josh MacPhee et Erik Ruin Realizing the Impossible: Art Against Authority. 
En 2008, Stern organise Sustainability, un salon exposant les créations d'imprimeurs de Rhode Island, membres la Justseeds Artists' Cooperative. En juillet de la même année, elle collabore à une installation de Justseeds intitulée « Out of the Shell of the Old » au Space1026 à Philadelphie.
En février 2009, elle expose en solo des impressions et des collages au Morning Glory Coffeehouse à Pittsburgh. Sa première exposition personnelle à Providence a lieu en avril 2014 et s'intitule "Generations | 8 Chapters Blooming" et présente une série de grands collages et de plateaux en porcelaine,. 
En mars 2009 et mai 2013, elle collabore avec d'autres membres de Justseeds sur une installation artistique à l'université du Wisconsin. En 2012, elle participe à l'installation de l'exposition de Justseeds Agit-Prop and Intervention à Berlin. En 2011, elle travaille sur l'installation de Refuge à la galerie Alkatraz lors de la 29e Biennale graphique en Slovénie. 
En 2012, elle coordonne un projet de portfolio imprimé intitulé This is an emergency. Le projet combine des images visuelles et des essais intergénérationnels. Plus de deux douzaines de personnes ont collaboré pour créer des travaux sur la justice de genre. Ce portfolio est conservé dans des archives universitaires à travers l'Amérique du Nord, comme celles du Sarah Doyle Women's Centre de l'université Brown, le Keene State College ou le Nova Scotia College of Art and Design.
En février 2020, elle fait une exposition solo de gravure et de travail sur céramique à l'AS220 Project Space. Elle y expose 20 gravures en relief de la série Cooperation Cats et les 32 articles de la Déclaration universelle des Droits de l'homme. 
Son travail sert de décor dans plusieurs séries télévisées et films comme le remake d'Annie, le film Les Faussaires de Manhattan ou The King of Staten Island. 
Elle vit actuellement dans le Rhode Island avec son partenaire, le réalisateur de films et Peter Glantz.

## Carrière musicale
Son premier groupe de musique s'appelle les Foreheads et met en vedette Alec (Icky) Dunn au tuba et Stella Schumaker à la guitare. En 2001, ils sortent un split 7" (un vinyl avec plusieurs artistes) sur Raw Sugar Records avec Nazis From Mars. En 2002, elle joue de la musique avec Deanna Hitchcock dans un groupe appelé The Accident. En 2003, elle participe à un groupe de courte durée avec Adee Roberson (du groupe New Bloods) et Lacey et Billy dans un groupe appelé Blood Truck. De 2007 à 2008, elle joue de la batterie dans le groupe Teenage Waistband avec le chanteur Jo Dery, le bassiste Mikey Stoltz (anciennement du groupe Reactionary 3) et Kate Gronner (anciennement du groupe The Coughs). Ils sortent 2 cassettes. De 2008 à 2009, elle joue de la batterie dans le groupe Chastity Wig, avec Mike Stoltz et Robert Pickle (du groupe Sexy Prison). 
En 2009, elle joue de la musique dans un nouveau groupe de musique féministe appelé Whore Paint avec Reba Mitchell (de Made In Mexico) et Hilary Jones (de Sweetthieves et Arcing). Le groupe est interviewé en 2013 par Jaime Lowe pour le magazine Bust. Whore Paint est mentionné comme un groupe remarquable dans le numéro du 24 décembre 2013 du Providence Phoenix. Ils ont également pris la parole lors d'un panel à l'Université Wesleyan en 2013. En 2013, Whore Paint sort un LP complet sur Load Records et un clip réalisé par Peter Glantz. 
Elle fait des émissions de radio de façon sporadique depuis plus de dix ans. A la Nouvelle-Orléans, elle a participé à l'émission de radio World Of Punk. Elle a également eu une émission intitulée Listening Party sur la radio BSR.  

## Reconnaissance
Elle apparaît dans un documentaire intitulé "Projet d'archives d'art Rhodes Island : Forces féminines : les femmes dans l'art RI" sorti en 2016 qui présente une douzaine de femmes artistes et archivistes de la région. Elle est présentée comme artiste dans le projet documentaire NetWorks 2016 du Dr Joseph Chazan d'artistes du Rhode Island qui a été projeté sur Rhode Island PBS.  
Certaines de ses œuvres font partie de la collection permanente des Arts du Livre du MOMA et de la Bibliothèque du Congrès. Elle a reçu des subventions du Rhode Island State Council on the Arts, de la Puffin Foundation, de la New England Foundation for the Arts, de la Rhode Island Foundation, du Barbara Deming Memorial Fund et de Choice USA. Elle a reçu la bourse de mérite RISCA en dessin et gravure en 2017 et la bourse RISCA en dessin et gravure en 2019.